# Ursul păcălit de vulpe
„Ursul păcălit de vulpe” (ortografiat și Ursul pâcâlit de vulpe) este o povestire scrisă de Ion Creangă. Anecdota a fost tipărită pentru prima oară în 1880 la București, în Albumul macedo-român. Urmează să fie retipărită în Convorbiri literare, nr. 11, la 1 februarie 1885.

## Rezumat
„Ascultă, cumătre: vrei să mănânci pește? Du-te desară la băltoaga cea din marginea pădurei, vârâ-ți coada-n apă și stăi pe loc, fără să te miști, până despre ziuă; atunci smuncește vârtos spre mal și ai să scoți o mulțime de pește, poate îndoit și-ntreit de cât am scos eu.”
O vulpe înfometată se așază la maginea unui drum, gândindu-se la o modalitate de a face rost de hrană. Simțind miros de pește, aceasta vede cum din depărtare vine un car tras de boi, aducându-i mâncarea dorită. Vicleană, se lungește în cale și face pe moarta. Țăranul ce mâna boii observă animalul și, crezând că este mort cu adevărat, îl ia pentru a-i face soției sale o haină de blană.
Imediat ce se vede ajunsă în car, vulpea începe să arunce pe jos peștii țăranului. După ce împinge cu picioarele o mulțime de pești, sare și ea din car și își adună din drum proviziile. Le cară în vizuina sa, unde le mănâncă. Ursul, interesat de succesul cumătrei sale, o întreabă cum să pescuiască și dânsul pești. Vulpea îl batjocorește și îl trimite să își afunde coada în balta de la marginea pădurii. Zis și făcut, ursul rămâne toată noaptea scufundat în apa care îngheață. Nemaiputând de frig și durere, blănosul își retează coada, prinsă între ghețuri.
Dându-și seama de păcăleala vulpii, acesta pleacă în căutarea vinovatei pentru a o ucide. Vulpea se ascunde într-o scorbură de copac, ferindu-se astfel de mânia ursului.

## Simboluri

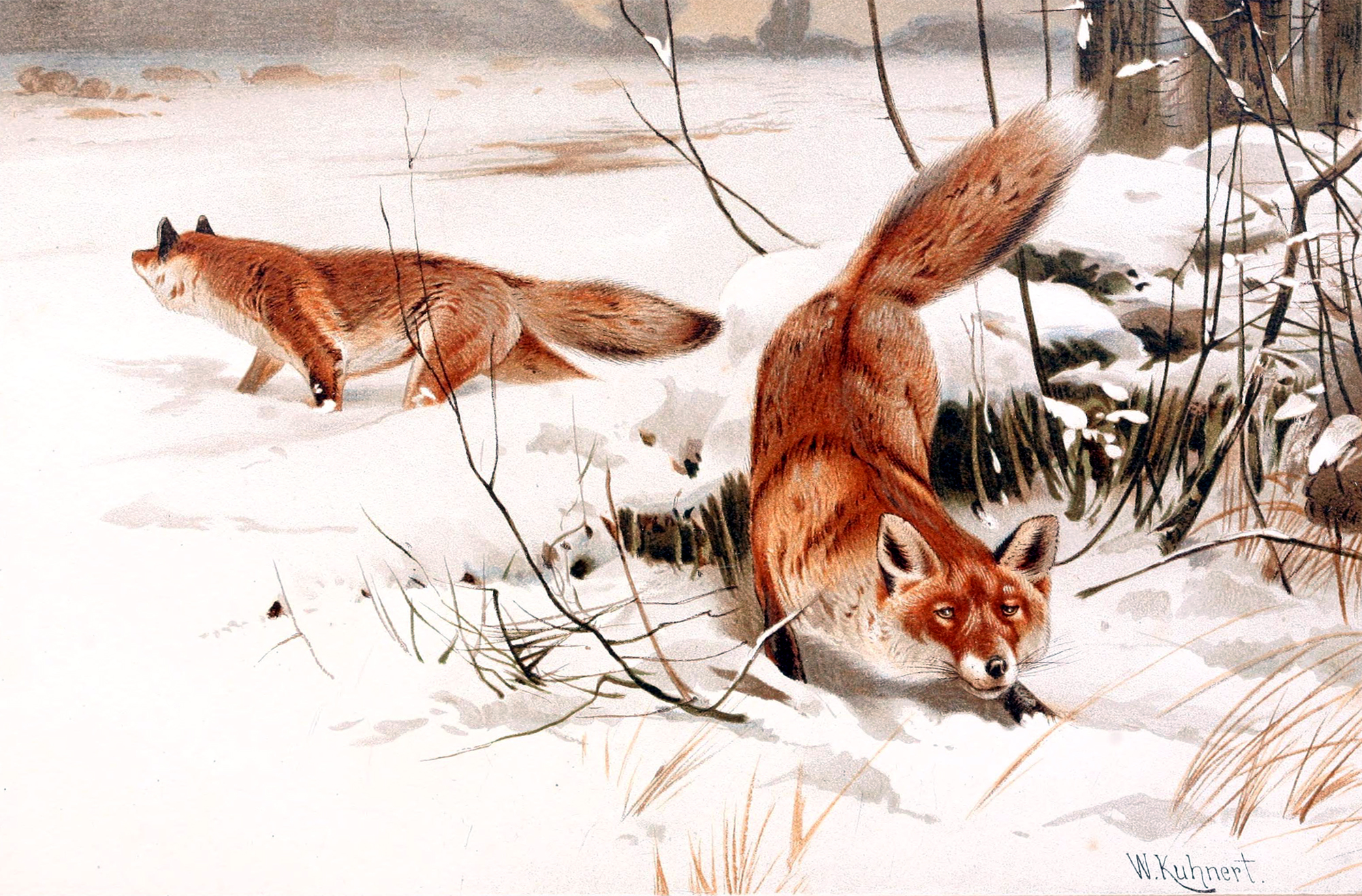
Vulpile, simbol al vicleniei în cultura europeană

Povestirea se bazează cel mai probabil pe credința culturală că vulpile sunt animale viclene, simboluri ale păcălelilor. În folclorul occidental și persan, vulpile au o reputație derivată, în special datorită abilității lor de evita vânători. Acestea alcătuiesc o varietate de personaje de basm, întruchipând fie o pacoste pentru poveste, fie un erou neînțeles, fie un răufăcător înșelător. În Europa Evului Mediu, vulpile au fost asociate cu Diavolul.
Veronika Makarova scrie că în folclorul vest-european, cuvintele referitoare la vulpi, cum ar fi francezul „renard”, au genul gramatical masculin, motiv pentru care vulpile vest-europene sunt de obicei reprezentate ca masculi. Cuvântul лисa (lisa) în limba rusă are genul gramatical feminin, motiv pentru care aproape toate reprezentările vulpilor din folclorul estic sunt feminine.
Povestirea încearcă, de asemenea, să ofere o explicație umoristică pentru coada scurtă a urșilor bruni. Ca subiect, ursul a fost reprezentat de-a lungul istoriei de multe culturi și societăți diferite. Este un animal foarte popular, care apare în multe legende din America de Nord, Europa și Asia. În secolul al XIX-lea și al XX-lea, urșii au întruchipat personaje principale în lucrări ca Povestea celor trei urși, Cartea Junglei și Winnie de Pluș.